# Henri Maldiney
Henri Maldiney, född 4 augusti 1912 i Meursault i Bourgogne i Frankrike, död 6 december 2013 i Montverdun, var en fransk filosof, utbildad vid École normale supérieure. Han satt som fånge i Tyskland under andra världskriget och verkade därefter som professor i Gent och Lyon. Han var bl.a. influerad av Edmund Husserl, Martin Heidegger och Ludwig Binswanger och blev representant för den franska fenomenologin. Hans begrepp transpassibilitet och transpossibilitet är särskilt användbara inom psykoterapi och mycket av hans filosoferande kretsade kring mentalsjukdom.

## Verk (urval)
- Regard Parole Espace, L’Âge d’homme, 1973
- Art et existence, 1985
- Penser l’homme et la folie, 1991